# Juan Fonda
Juan Carlos Fonda – piłkarz argentyński, pomocnik. Później trener.
Fonda karierę piłkarską rozpoczął w 1943 roku w klubie CA Platense, w którym zadebiutował 22 października. Jako piłkarz klubu Platense wziął udział w turnieju Copa América 1946, gdzie Argentyna zdobyła tytuł mistrza Ameryki Południowej. Fonda zagrał w czterech meczach - z Boliwią, Chile, Urugwajem (w 65 minucie zmienił go Carlos Sosa) i Brazylią.
Później Fonda grał w klubie Racing Club de Avellaneda, z którym dwa razy z rzędu zdobył tytuł mistrza Argentyny - w 1949 i 1950 roku. Łącznie w lidze argentyńskiej rozegrał 232 mecze i zdobył 3 bramki.
W reprezentacji Argentyny Fonda rozegrał 10 meczów.
Po zakończeniu kariery został trenerem - w 1960 roku kierował drużyną Rosario Central, a rok później zespołem klubu CA Temperley. Pracował także w klubie Atlanta Buenos Aires.